# Intelligentes Glas
Als intelligentes Glas (englisch Smart Glass) werden tönbare Verglasungen bezeichnet, deren Lichtdurchlässigkeit sich durch das Anlegen einer elektrischen Spannung (Elektrochromie), veränderte Lichtverhältnisse (Photochromie) oder Erwärmung (Thermochromie) verändert. Unter dem Oberbegriff intelligentes Glas werden verschiedene Techniken und Anwendungsfelder zusammengefasst. Je nach Ausführung können diese Gläser beispielsweise als Sonnenschutz dienen (Glas bleibt transparent) oder die Funktion eines Sichtschutzes (Glas wird opak) übernehmen.

## Elektrochromes Glas

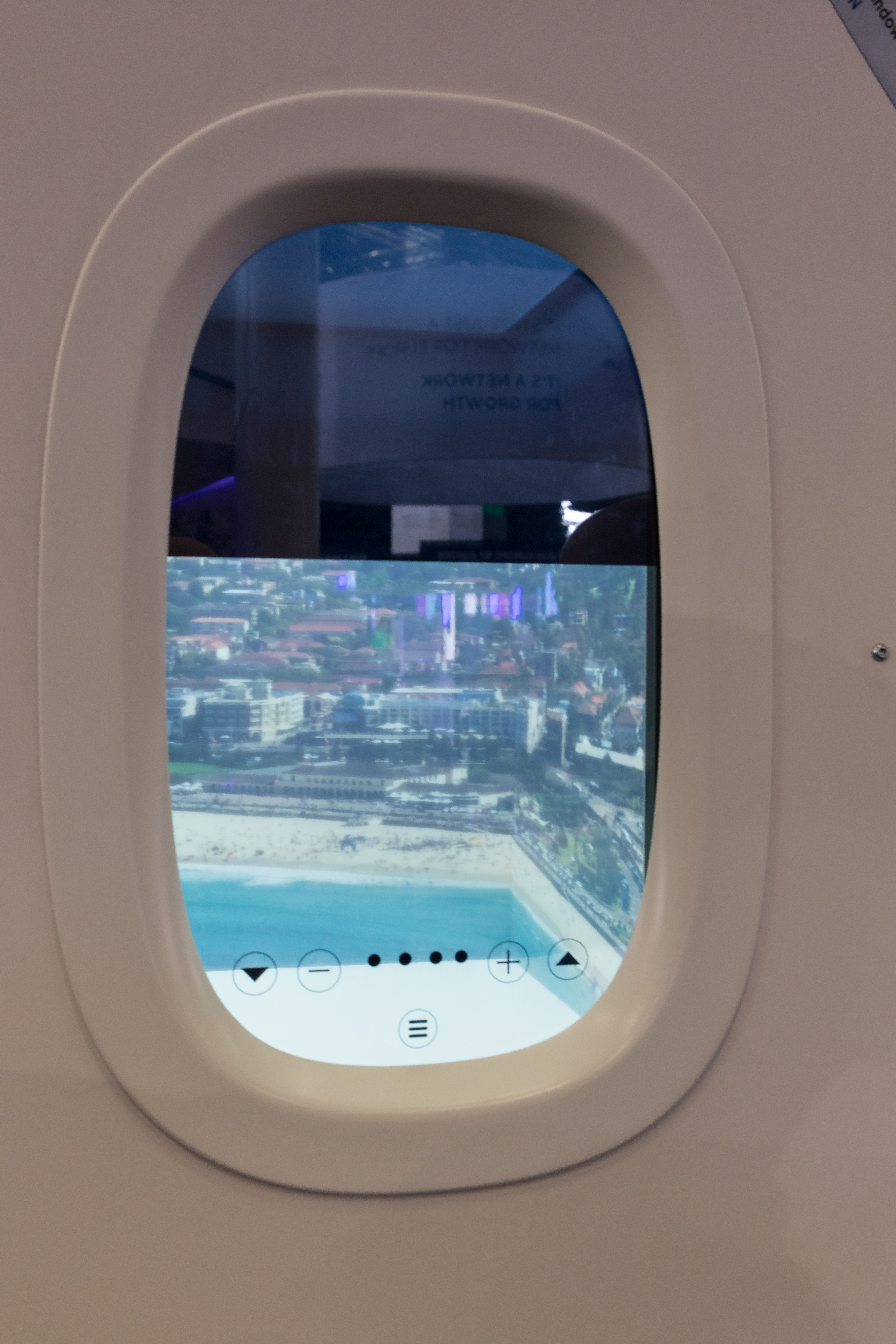
Durch elektrochromes Glas simulierte Sonnenblende an einem Flugzeugfenster

### Aufbau und Funktionsweise
Elektrochromes Glas nutzt die Eigenschaft von elektrochromen Materialien, den Lichtdurchlass je nach angelegter Gleichspannung zu ändern. Durch das Anlegen einer geringen Spannung von 3–5 Volt wird eine bläuliche Färbung erreicht.
Bei der Abgabe von elektrischen Ladungen an eine mikroskopisch dünne Beschichtung (zum Beispiel Wolframtrioxid, Polyanilin) wird diese optisch aktiv und ändert ihre Farbe. Die Dauer dieses Vorgangs kann von einigen Sekunden bis zu mehreren Minuten betragen. Wird die Polarität der Spannung geändert, so wird das Glas wieder durchsichtig. Das Glas benötigt nur während der Einfärbungsphase oder beim Herstellen vollständiger Transparenz einen Strom von ca. 2 Ampere. Ist keine Spannung angelegt, so behält das Glas die gegenwärtige Farbe.
Je nach Anwendung kann die Spannung manuell oder automatisch geregelt werden, zum Beispiel durch Sensoren, welche die Helligkeit messen.

### Anwendungsbeispiele
- Im Kfz-Bau als Dachfenster, beispielsweise beim Ferrari 575 M Superamerica[4]
- Automatisch oder auf Knopfdruck abblendende Rückspiegel
- Gebäudeverglasung zur Temperaturregulierung oder als UV-Schutz, z. B. beim Glasdach des Nationalratssaal des österreichischen Parlamentsgebäudes

## Thermochromes Glas

### Aufbau und Funktionsweise
Thermochromes Glas nutzt die Eigenschaft von thermochromen Materialien, ihre Lichtabsorption in Abhängigkeit von der Temperatur zu ändern. Bei Sonneneinstrahlung erwärmen sich die thermochromen Gläser und färben sich ein. Lässt die Sonneneinstrahlung nach, kühlen sich die thermochromen Gläser wieder ab und entfärben sich. Thermochrome Gläser sind in der Regel als Verbundgläser ausgeführt, d. h. zwei Glasscheiben sind mit einer Spezialfolie zusammenlaminiert. Diese Folie enthält die thermochromen Substanzen.

### Anwendungsbeispiele
- Als schaltbares thermochromes Sonnenschutzglas[5]

## LC-Glas
LC-Glas oder PDLC-Glas für liquid crystal bzw. polymer dispersed liquid crystal, wird durch das Anlegen einer elektrischen Spannung transparent und funktioniert ähnlich einem LCD. Dieser Vorgang ist reversibel.

### Aufbau und Funktionsweise

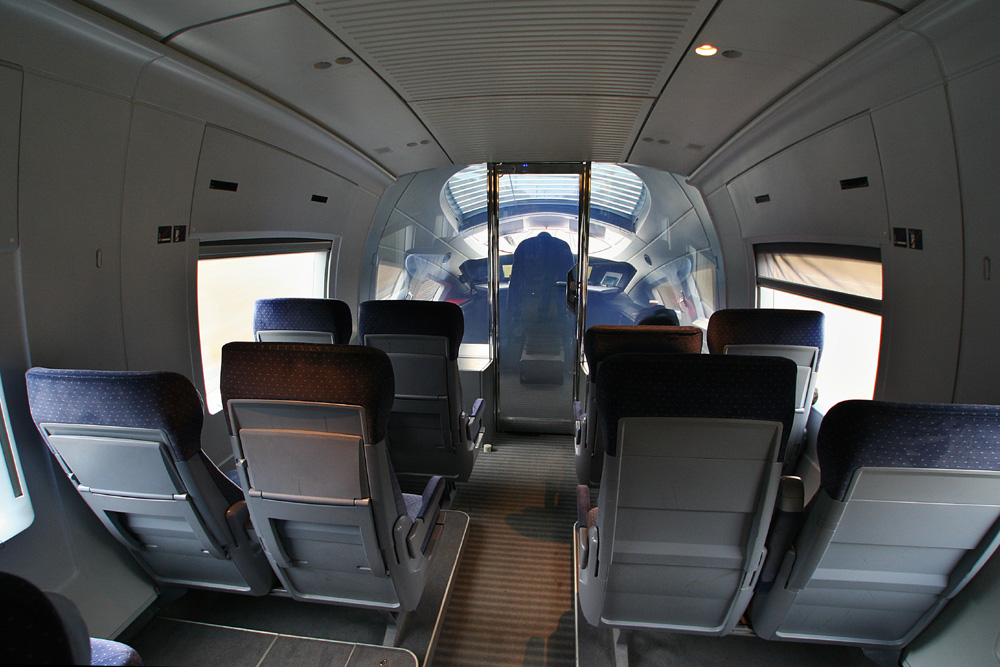
Lounge mit freier Sicht auf den Führerstand

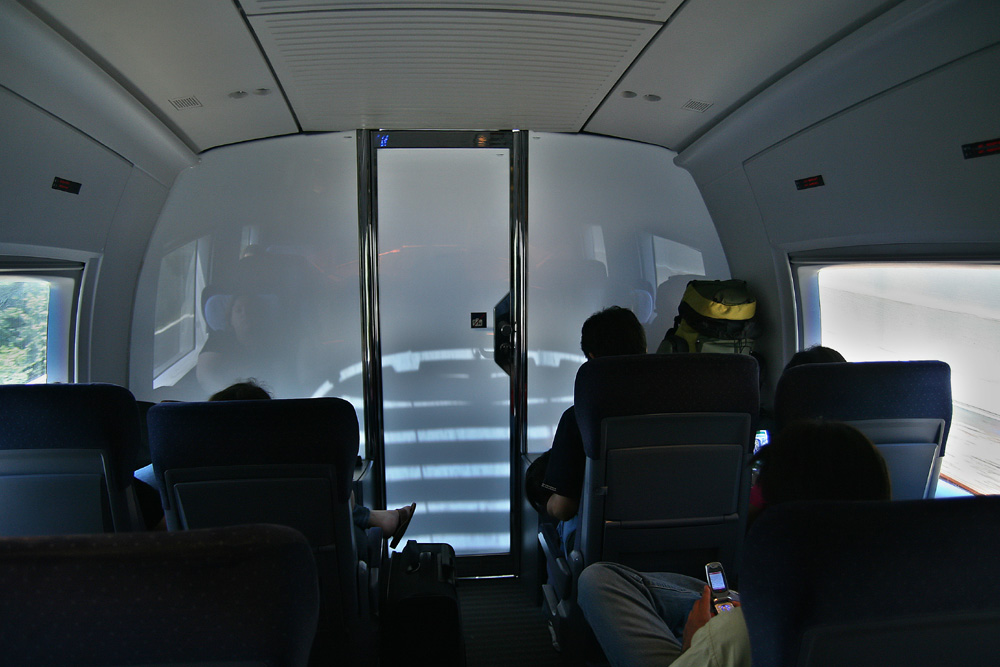
Glaswand undurchsichtig

LC-Gläser basieren auf einem Polymer-Flüssigkristall-Film, der zwischen zwei Flachglasscheiben eingebettet ist und mit einer Spannungsquelle verbunden wird. Innerhalb des festen Polymers befinden sich die willkürlich orientierten Flüssigkristallmoleküle. Das einfallende Licht wird von ihnen gestreut und die Scheibe ist opak, wirkt also wie Milchglas.
Mit dem Anlegen einer elektrischen Spannung ordnen sich die Flüssigkristallmoleküle im elektrischen Feld – das Glas wird für das Auge transparent. Bei schrägem Blickwinkel bewirkt der Effekt eine leichte Trübung für den Betrachter.
Bei Wegfall der Spannung sind die Flüssigkristallmoleküle wieder ungeordnet und die Scheibe wird wieder opak und damit nahezu vollständig undurchsichtig. Diese Gläser eignen sich vorrangig als Sichtschutz, jedoch nicht als Sonnenschutz.

### Kosten
Der Preis liegt zwischen 1700 und 2000 €/m² inklusive Einbau.

### Anwendungsbeispiele
- Trennwandsysteme für Großraumbüros
- Die Lounge in ICE-3- und ICE-T-Zügen wird durch LC-Glas vom Führerstand getrennt.
- Beim Maybach 57, 62 und Landaulet als Optionen[7]
- Die Seitenscheiben der Kabinenbahn des Bukit Panjang LRT bestehen aus LC-Glas und werden undurchsichtig, wenn sie sehr nahe an Wohnhäusern vorbeifahren.